# Шульгин, Иван Петрович
Ива́н Петро́вич Шульги́н (4 (15) ноября 1794 — 30 апреля (12 мая) 1869) — русский историк, профессор, декан и ректор Императорского Санкт-Петербургского университета (1836—1840), академик; тайный советник.

## Биография
Родился 4 (15) ноября 1794 года. Образование получил в Костромской гимназии, а в 1810—1813 годах — в Петербургском педагогическом институте. В 1816 году поступил воспитателем и преподавателем истории и географии в младших классах Царскосельского лицея, где был сначала учителем и воспитателем, затем адъюнктом и профессором. Также он был помощником Кайданова в Лицейском Благородном пансионе.
Около 1821 года был посвящён в масоны в петербургской ложе «Избранного Михаила», которой руководили Ф. П. Толстой и Ф. Н. Глинка.
В 1833 году был приглашён в Императорский Санкт-Петербургский университет на кафедру новой истории, вместо А. А. Дегурова. В том же году он был избран деканом историко-филологического факультета, а в следующем году — ректором университета. Примерно в то же время Шульгин был избран в члены-корреспонденты статистического отделения совета Министерства внутренних дел и Учёного комитета Министерства государственных имуществ.
Затем Шульгин был назначен наставником-наблюдателем за преподаванием политических наук во всех военно-учебных заведениях. В 1839 году он был приглашён преподавать историю и статистику великому князю Константину Николаевичу, а затем и его двоюродным братьям, великим князьям Николаю и Михаилу. Шульгин был близким сотрудником по военному ведомству Я. И. Ростовцова, участником почти всех его преобразований в военно-учебных заведениях. В 1838—1859 годах был профессором истории в Училище правоведения.
В 1840 году он был приглашён министром государственных имуществ П. Д. Киселёвым в члены Совета этого министерства; более всего трудился в комиссии по разработке вопроса об изменении податей, с переводом их с людей на землю. Действительный член Петербургской Академии наук с 18 ноября 1839 года по отделению русского языка и словесности. В 1845 году избран в члены Общества северных антиквариев в Копенгагене.
В день пятидесятилетнего юбилея служебной деятельности, 20 февраля 1866 года, получил орден Белого орла и был избран почётным членом Петербургского университета.
В 1840 году был удостоен чина действительного статского советника, в 1856 году — тайного советника.

Последнее время своей жизни Шульгин провёл среди своей семьи, до конца своих дней сохраняя свежесть умственных сил и интерес к общественной жизни. Как человек, он всегда отличался прямым, открытым характером, приветливостью и радушием— Шульгин, Иван Петрович // Русский биографический словарь : в 25 томах. — СПб.—М., 1896—1918.
Умер 30 апреля (12 мая) 1869 года. Похоронен в Санкт-Петербурге на Волковом православном кладбище.

## Сочинения
- «Изображение характера и содержания истории трех последних веков», 1832 (2-я Демидовская премия);
- «О развитии монархической власти в государствах Европы в средние века» (СПб., 1836).
- «Изображение характера и содержание новой истории: В 2-х кн.» — СПб., 1845 (похвальная Демидовская премия)

## Семья
Женился на дочери польского полковника Елизавете Винцентьевне фон Рик 29 июля 1823 года. Их дети: Евгения (06.02.1829—?), Вера (27.11.1830—?), Александр (21.05.1833—?), Виктор (31.01.1835—?), Зинаида (22.08.1836—?), Михаил (07.02.1838—03.10.1872), Константин (11.12.1840—?), Серафима (13.02.1842—?), Ольга (14.11.1843—?), Антонина (19.05.1845—?).